# Carlos Greykey

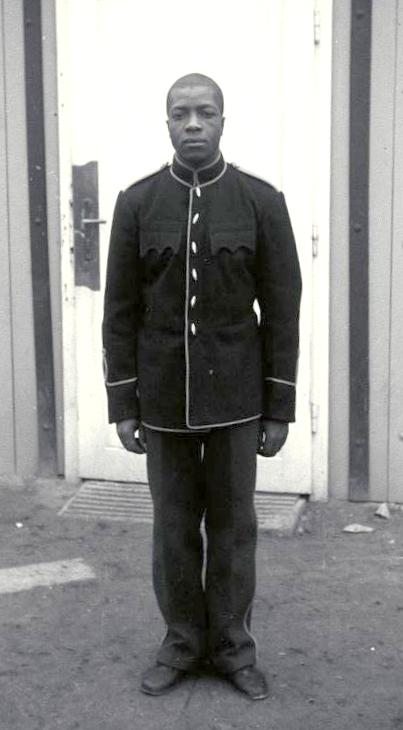
Otra de las tres fotos de Greykey, en Mauthausen.

Carlos Greykey, nacido Carlos José o José Carlos Grey Molay (Barcelona, 4 de julio de 1913-Francia, 1982), fue un combatiente republicano español, notable por ser el único prisionero de esta nacionalidad y raza negra que estuvo recluido (y sobrevivió) en el campo de concentración de Mauthausen. Junto con José Epita Mbomo son los dos únicos casos conocidos de confinados en campos de concentración de origen ecuatoguineano.

## Biografía
Carlos José Grey Molay nació en Barcelona en 1913, de padres procedentes de la entonces colonia española de Fernando Poo (actual Bioko, Guinea Ecuatorial). Tuvo varios hermanos. Aunque de orígenes humildes (su madre limpiaba portales en el selecto Paseo de Gracia de la ciudad condal) pudo estudiar e ir a la universidad, en donde cursó Medicina. El estallido de la Guerra Civil hizo que, sin llegar a terminar la carrera, se uniese a las tropas que combatían contra los sublevados. Tras la derrota republicana, pasó a Francia. Allí volvió a luchar contra los regímenes fascistas, participando en el esfuerzo de guerra francés contra la Alemania nazi (29 Compañía de Trabajadores Extranjeros). Se sabe que, al producirse la victoria alemana, fue internado, junto con varios miles de españoles en condiciones similares, en campos de prisioneros de guerra. Tras pasar por uno de los subcampos del Stalag V C, en Wildberg (Alemania), fue enviado a mediados de 1941 al campo de concentración de Mauthausen.
Greykey llegó al campo el 21 de junio de 1941. Su color de piel le hizo resaltar inevitablemente entre el resto de presos españoles llegados con él al campo, formados desnudos en el denominado patio de garajes. Los negros fueron otro de los objetivos del feroz racismo de los nazis, a los que Hitler consideraba intrínsecamente lascivos y peligrosos corruptores de la sangre aria, y a los que descalifica explícitamente en Mein Kampf. Un capitán de las SS le pasó un trapo por la cara para verificar si efectivamente era negro. A preguntas del oficial, Greykey respondió en alemán, lo que parece haber sido la razón de que no fuese enviado inmediatamente a ser gaseado. En palabras de Juan de Diego, uno de los supervivientes, «los alemanes no estaban acostumbrados a ver a personas de color. Así que vistieron a Carlos con un traje de la guardia real yugoslava, un traje rojo, para hacer de él una especie de botones como los que se ven en los hoteles. Un botones para abrir la puerta y para servir a la mesa». Según Mariano Constante, uno de los jefes de la organización comunista clandestina española en Mauthausen, los SS «le humillaban, pero eso le salvó; en la cantera no hubiera aguantado mucho».
A Greykey se le dio el número de deportado 5124, y fue identificado, como todos los prisioneros españoles, con un triángulo azul, el de los apátridas (el gobierno franquista se desentendió totalmente de los presos republicanos españoles), con la letra «S» (Spanier, "español" en alemán). Como además de español, catalán y alemán, hablaba inglés y francés, fue destinado a servir la mesa del comandante del campo, Franz Ziereis. Posteriormente se encargó de la portería y de la guardarropía del club de los oficiales SS. Como camarero sirvió a Heinrich Himmler durante una visita que realizó al campo en 1941. Ziereis le presentó al líder nazi como «un negro español [que] vivía en España, [aunque] su padre era caníbal y comía carne humana». Poco antes del final de la guerra, una respuesta poco adecuada le llevó a perder su condición de preso privilegiado (prominenten). Si no murió, fue gracias a la protección de sus compatriotas.
Tras la liberación, volvió a Francia, donde permanecería el resto de su vida y cuya nacionalidad adquirió. Se cree que se estableció en el departamento de Sena-Saint Denis, quizá en La Courneuve. Se casó y tuvo al menos dos hijos. De acuerdo con el testimonio de su hija, fue bailarín en un cabaré y posteriormente electricista. Aunque inicialmente siguió participando en las reuniones periódicas de los antiguos deportados, eventualmente dejó de acudir y se le perdió de vista. Desde 1977 y hasta su muerte, militó en la Alianza Nacional para la Restauración Democrática, un grupo opositor a la dictadura ecuatoguineana. Murió en Francia en 1982.

## Reconocimientos

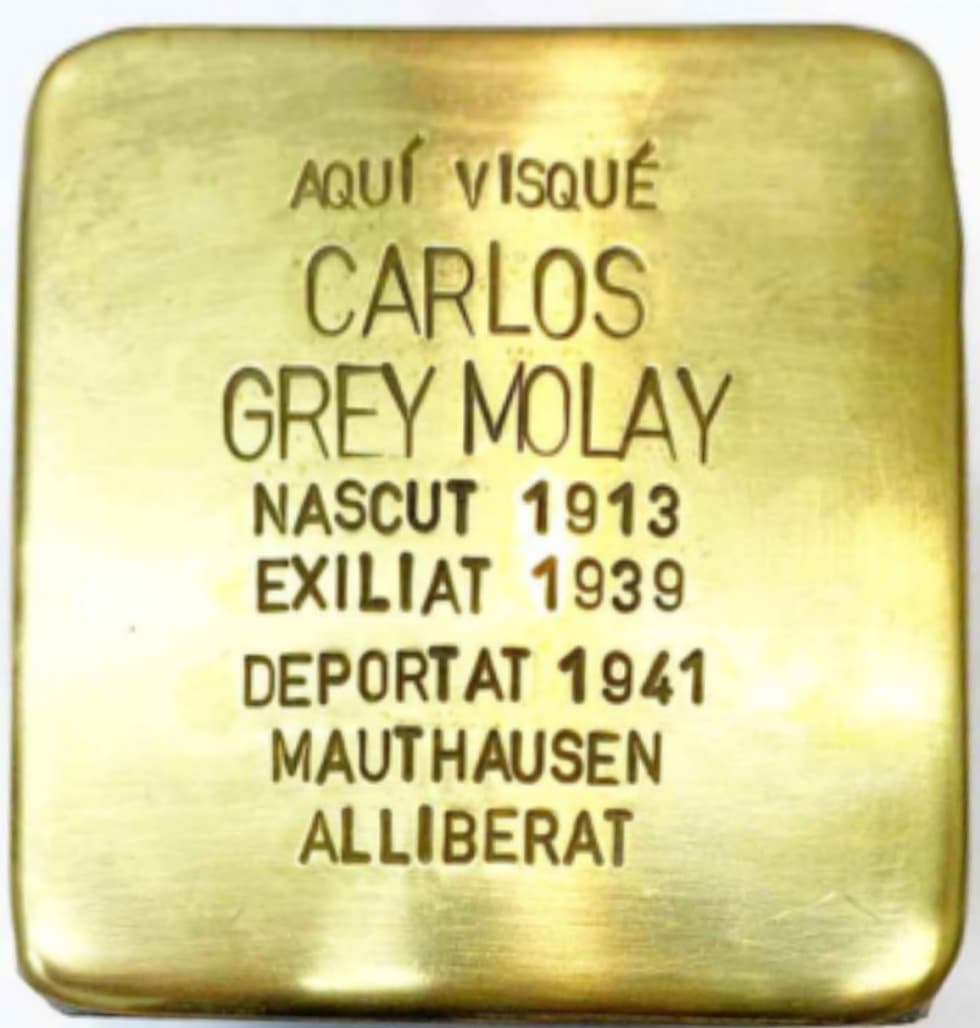
Adoquín de la memoria dedicado a Carlos Grey Molay.

Enric Ribes dirige el documental "Greykey" dedicado a su vida. El audiovisual obtiene -entre otros- el Biznaga de plata en la categoría de Cortometraje Documental del  Festival de Málaga 2019.
En marzo de 2021, en los actos del Día Internacional de Recuerdo de las Víctimas de la Esclavitud, el ayuntamiento de Barcelona informó que Greykey estaba propuesto entre los cinco nombres para incorporar al callejero de la ciudad.
En mayo de 2023, el alumnado del CFA Montserrat Roig colocó un adoquín de la memoria (Stolperstein) en el barrio barcelonés de Sarrià-Sant Gervasi, en donde vivió en algún momento de su vida.